# Gyldensteen

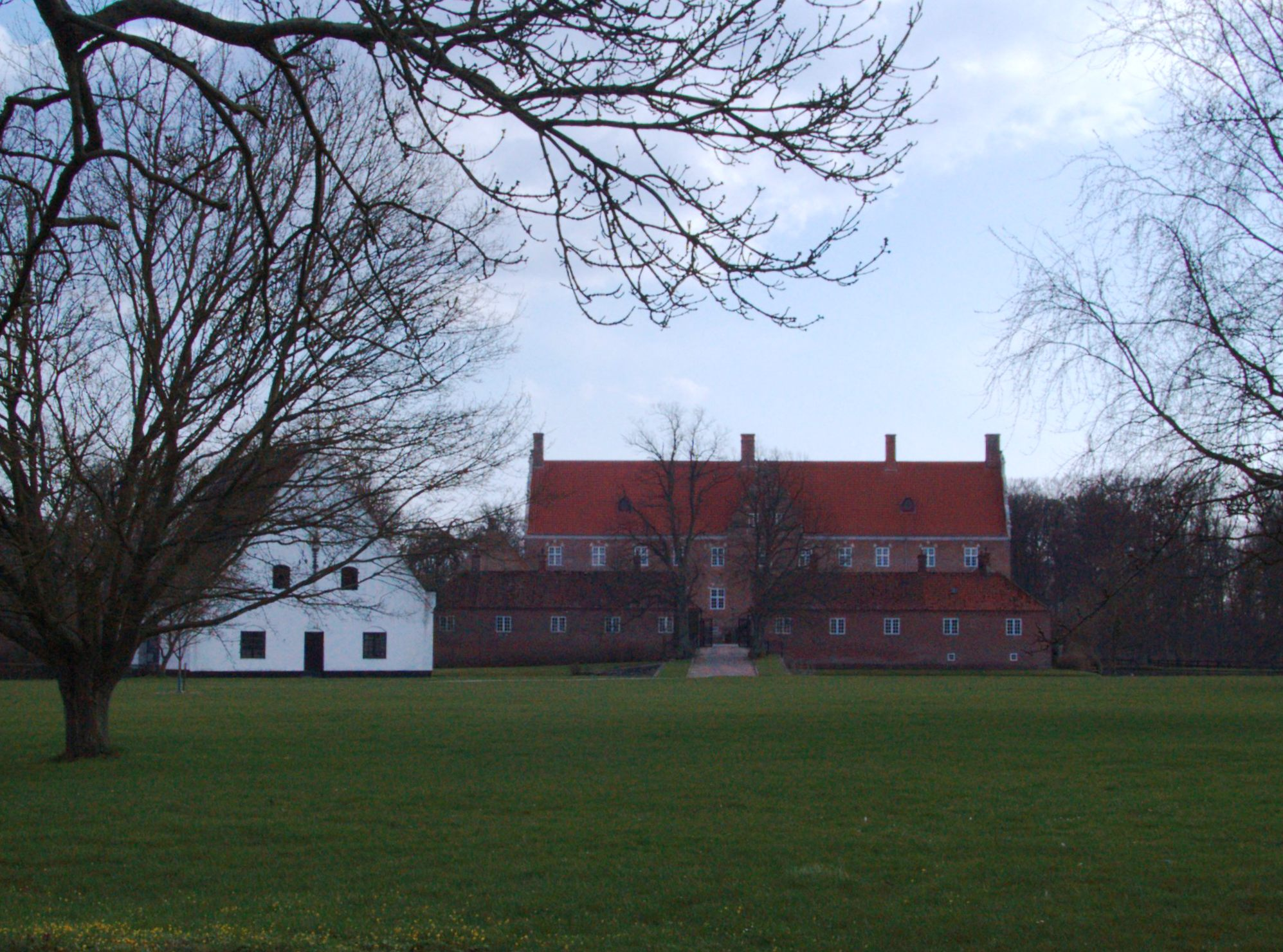
Gyldensteen.

Gyldensteen är ett danskt gods, beläget på Fyn, öster om Bogense.
Gyldensteen, som ursprungligen hette Enggaard, har tillhört flera förnäma ätter. Gregers Krabbe byggde vid mitten av 1600-talet det nuvarande slottet av tegel med ornerade och svängda gavlar. Från 1720 var Gyldensteen omkring 200 år (till länsupplösningen grevskap. 
Förste innehavare var den franske hugenotten, bankiren Jean Henri Huguetan, som köpte egendomen av Christian Carl Gabel. Det ärvdes sedan av grenar av ätterna Knuth och Bernstorff. Nuvarande ägare är Frants Bernstorff-Gyldensteen.